# Agustín Pérez Soriano
Agustín Pérez Soriano (* Valtierra, Navarra, 28 de agosto de 1846 - + Madrid, 27 de febrero de 1907). Compositor español. 

## Biografía
Hijo de un músico distinguido, su padre -que era organista y guitarrista- fue su primer maestro, ingresando luego en el Seminario de Pamplona para seguir los estudios eclesiásticos, que no terminó. 
Después de perfeccionar sus conocimientos musicales en el Conservatorio de Madrid, se estableció en Zaragoza, donde fundó varias sociedades para el cultivo y enseñanza de la música, como la Sociedad de Cuartetos y la Escuela de Música.

## Obras
Se dedicó también al folclore, escribiendo artículos e impartiendo conferencias. Es autor, entre otras composiciones, de una Jota Aragonesa y de una Rondalla. Se dedicó, sobre todo, a componer zarzuelas, como  Atila (1895), Pepito Melaza (1896), Los Bárbaros (1897), Al compás de la jota (1897). Todas ellas han caído prácticamente en el olvido.

### El guitarrico
Se le recuerda por El guitarrico, zarzuela cómica en un acto y tres cuadros, estrenada el 12 de octubre de 1900 (es decir, en el día del Pilar, lo cual es muy coherente con el tema tratado); el estreno tuvo lugar en el Teatro de la Zarzuela y representada en los más importantes teatros de zarzuela de España y de América Latina. El texto es de Manuel Fernández de la Puente y Luis Pascual Frutos.
Esta zarzuela se suele representar muy escasas veces, pero permanece la Jota de Perico en el repertorio de muchos de los grandes tenores, como Miguel Fleta, Alfredo Kraus, Plácido Domingo o José Carreras.
El argumento de la zarzuela es bastante sencillo: Se trata de un breve cuadro rural que se desarrolla en un pueblo de Aragón, del que no se aportan más datos. Perico y Trini se han criado juntos y se quieren, pero se ven separados por la distinta posición social y por los deseos, ajenos a ellos, de que Trini se case con un ganadero rico. Finalmente, los enamorados superan todos los obstáculos y consiguen el triunfo de su amor.
El "Libreto" fue editado en 1900 por Florencio Fiscowich (C/Pozas, 2 2º de Madrid) e Hijos de Hidalgo (C/Mayor, 16 entresuelo de Madrid), aunque la University of North Carolina, que dispone de un ejemplar, indica como editor R. Velasco en Madrid. Se comprende esta discrepancia porque en la primera y la segunda portada, sorprendentemente, se indican editores diferentes.

## Repertorio de sus obras
- El guitarrico: zarzuela cómica en un acto y tres cuadros, en prosa y verso (1900), Letra: Luis Pascual Frutos y Manuel Fernández de la Puente.
- Atila: juguete cómico-lírico en un acto y en prosa (1895), Letra: Bartolomé Ferrer Bittini.
- El reducto de Pilán: zarzuela en un acto, dividido en tres cuadros en prosa y verso, (1908), Letra: Antonio Soler y Diógenes Ferrand.
- La molinera de Campiel: zarzuela cómico-dramática de costumbres aragonesas, original y en prosa en un acto, dividido en cuatro cuadros y un intermedio orquestal (1904), Letra: Eusebio Blasco.
- La Godinica: boceto cómico-lírico, de costumbres aragonesas en un acto y cuatro cuadros.
- Pepito Melaza: apuro cómico-lírico en un acto, en prosa (1896), Letra: Federico Urrecha.
- La Miguela: boceto dramático en un acto y tres cuadros, en prosa.
- Los concertistas: juguete bufo-musical en un acto y en prosa (1895), Letra: Ferrer Bitini y Crisanto Martínez.
- Pepito Melaza: zarzuela en un acto.
- El Ramadán: fantasía morisca en un acto, dividido en seis cuadros.
- Los catariongos: zarzuela bufa en un acto, dividido en cinco cuadros, en prosa (1904), Letra: Luis Pascual Frutos y Máximo Giménez.
- Los concertistas: juguete bufomusical en un acto y en prosa.
- Al compás de la jota: cuadro lírico-dramático en un acto y en verso (1897).
- El rosario de coral: zarzuela en un acto y tres cuadros, en prosa y verso (1904), Letra: Celedonio José de Arpe y Bonifacio Pinedo.
- El Bohemio (1897), Letra: Bonifacio Pinedo y José Zaldivar.
- Los Bárbaros (1897)
- Gorón (1903), Letra: Eduardo Montesinos y Ángel Torres del Álamo.
- Un Viaje a Canfranc, Letra: Baldomero Mediano)

## Material audiovisual
- Miguel Fleta interpreta la jota de El guitarrico
- Manuel Ausensi interpreta la jota de El guitarrico
- Juan Diego Flórez interpreta la jota de El guitarrico
- Alfredo Kraus interpreta la jota de El guitarrico
- Carlos Álvarez interpreta la jota de El guitarrico
- Titta Ruffo interpreta la jota de El guitarrico